# ألكسندرا لارسون
ألكسندرا لارسون هي عارضة سويدية، ولدت في 16 أغسطس 1986 في نورتليه في السويد.